# Decker Dean
Decker Dean (Steamboat Springs, 8 agosto 2000) è un saltatore con gli sci statunitense.

## Biografia
Attivo in gare FIS dal gennaio del 2017, Dean ha esordito in Coppa del Mondo il 3 gennaio 2021 a Innsbruck (48º), ai Campionati mondiali a Oberstdorf 2021, dove si è classificato 33º nel trampolino lungo, 10º nella gara a squadre e 12º nella gara a squadre mista, e ai Giochi olimpici invernali a Pechino 2022, dove si è piazzato 44º nel trampolino normale, 45º nel trampolino lungo e 10º nella gara a squadre. Ai Mondiali di Planica 2023 è stato 45º nel trampolino normale, 39º nel trampolino lungo e 8º nella gara a squadre; l'anno dopo ai Mondiali di volo di Tauplitz 2024 si è classificato 9º nella gara a squadre.

## Palmarès

### Coppa del Mondo
- Miglior piazzamento in classifica generale: 66º nel 2022